# 塚原駅
塚原駅（つかはらえき）は、神奈川県南足柄市塚原にある、伊豆箱根鉄道大雄山線の駅である。駅番号はID09。

## 歴史
- 1925年（大正14年）10月15日：開業。
- 1981年（昭和56年）3月18日：塚原踏切の北側から南側へ移転[2][注釈 1]。

## 駅構造
単式ホーム1面1線を有する地上駅で、線路の東側にホームが置かれる。ホームの和田河原方の階段が出入り口となっており、この階段を下りた所に小さな駅舎が建てられている。
駅舎には自動券売機と乗車票発行機が1台ずつ設置されているほか、トイレがある。無人駅（朝と夕方の通勤時間帯のみ有人改札）。なお駅の和田河原方には塚原踏切があり、駅の西側に出ることも可能である。

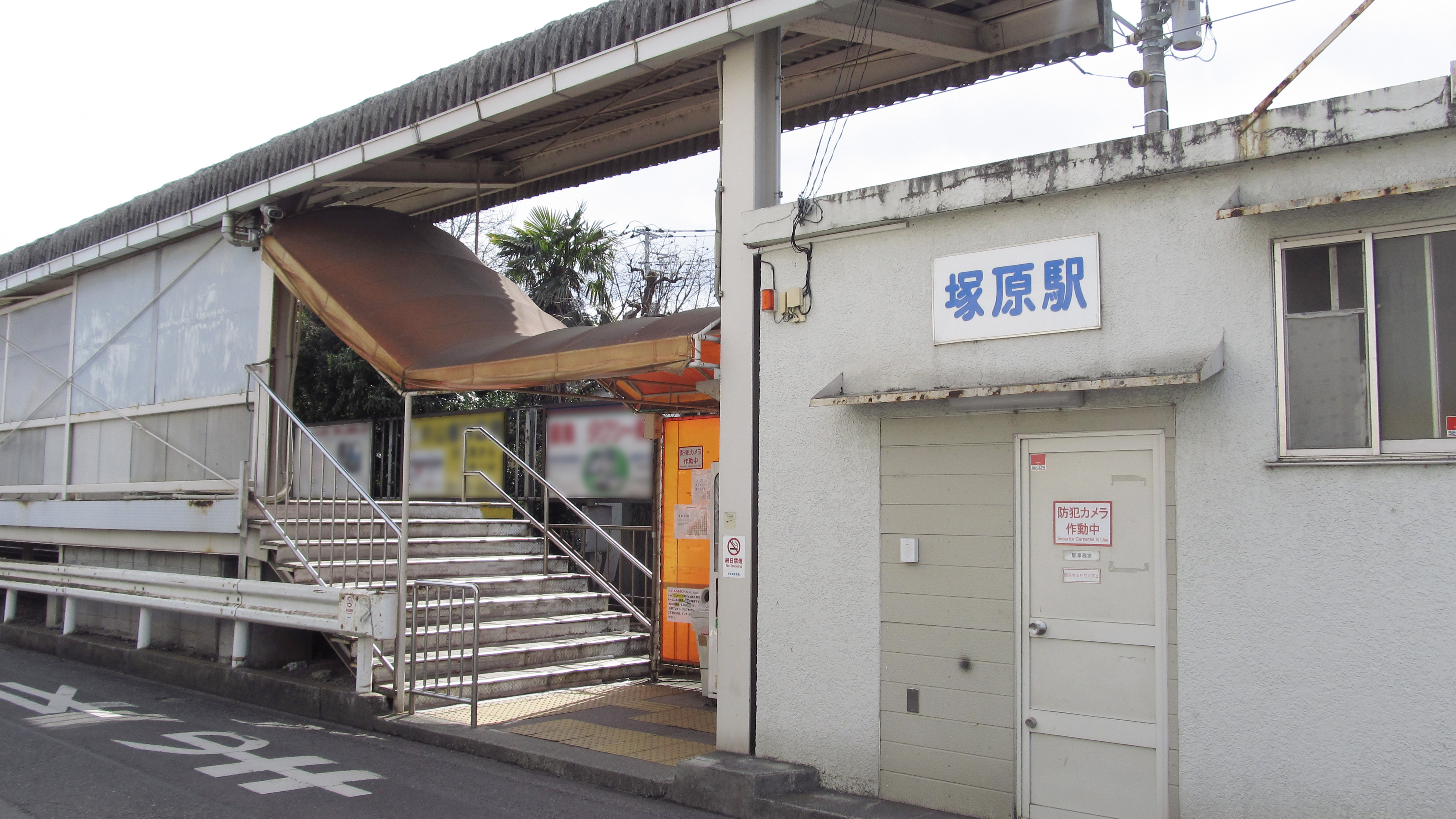
駅入口（2014年3月）
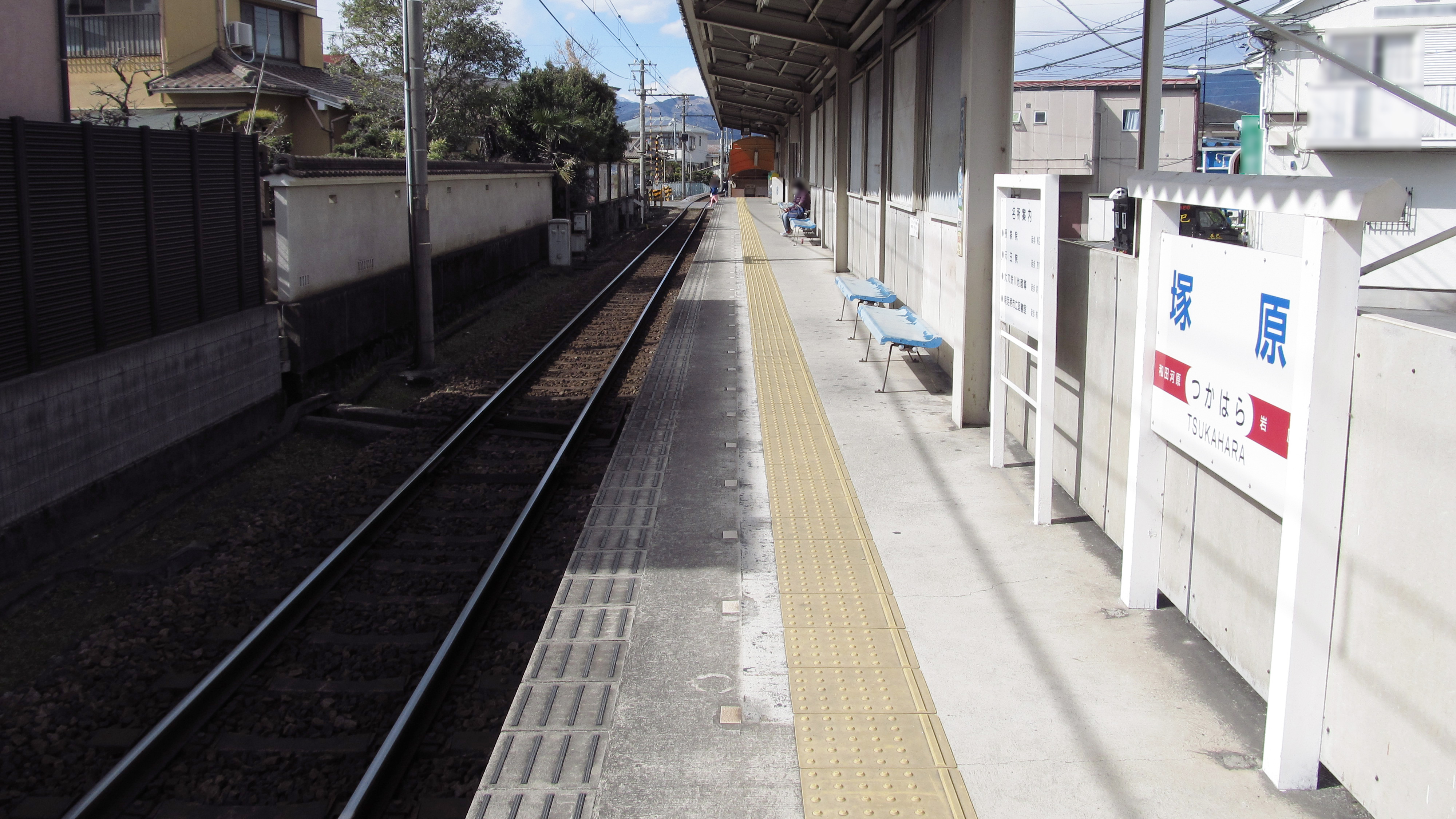
ホーム（2014年3月）

## 利用状況
各年度の1日平均乗車人員は下表の通り。
| 乗車人員推移       | 乗車人員推移     | 乗車人員推移 |
| 年度               | 1日平均 乗車人員 | 出典         |
| ------------------ | ---------------- | ------------ |
| 1998年（平成10年） | 1,509            | [ * 1 ]      |
| 1999年（平成11年） | 1,478            | [ * 2 ]      |
| 2000年（平成12年） | 1,417            | [ * 3 ]      |
| 2001年（平成13年） | 1,363            | [ * 3 ]      |
| 2002年（平成14年） | 1,330            | [ * 4 ]      |
| 2003年（平成15年） | 1,310            | [ * 5 ]      |
| 2004年（平成16年） | 1,277            | [ * 6 ]      |
| 2005年（平成17年） | 1,267            | [ * 7 ]      |
| 2006年（平成18年） | 1,244            | [ * 8 ]      |
| 2007年（平成19年） | 1,221            | [ * 9 ]      |
| 2008年（平成20年） | 1,228            | [ * 10 ]     |
| 2009年（平成21年） | 1,212            | [ * 11 ]     |
| 2010年（平成22年） | 1,226            | [ * 12 ]     |
| 2011年（平成23年） | 1,222            | [ * 13 ]     |
| 2012年（平成24年） | 1,226            | [ * 14 ]     |
| 2013年（平成25年） | 1,205            | [ * 15 ]     |
| 2014年（平成26年） | 1,171            | [ * 16 ]     |
| 2015年（平成27年） | 1,192            | [ * 17 ]     |
| 2016年（平成28年） | 1,202            | [ * 18 ]     |
| 2017年（平成29年） | 1,173            | [ * 19 ]     |
| 2018年（平成30年） | 1,162            | [ * 20 ]     |
| 2019年（令和元年） | 1,126            | [ * 21 ]     |

## 駅周辺
駅の東側を県道74号が走り、西側には狩川が流れている。狩川の対岸には南足柄市立岡本中学校、南足柄市立岡本小学校、南足柄市役所岡本支所のほか南足柄市立図書館があり、駅側とは県道の橋で結ばれている。その他、駅の付近には塚原郵便局が置かれている。
岩原駅と塚原駅は、大雄山線の中でも最も駅間距離が短い区間の一つである。『日本の私鉄 1』（山と渓谷社、吉川文夫）によると、岩原地区と塚原地区の住民が、自分の所に駅の設置を願って譲らないため、両地点に駅を設置したためと説明されている。
かつては県道74号上に「塚原」停留所があり箱根登山バスのバス路線が発着していたが2021年10月1日に廃止された。

## 隣の駅
伊豆箱根鉄道
 大雄山線
岩原駅 (ID08) - 塚原駅 (ID09) - 和田河原駅 (ID10)